# آدام کارولا
آدام کارولا (انگلیسی: Adam Carolla؛ زادهٔ ۲۷ مهٔ ۱۹۶۴) بازیگر، صداپیشه و مجری تلویزیون اهل ایالات متحده آمریکا است.
از فیلم‌ها یا برنامه‌های تلویزیونی که وی در آن نقش داشته‌است می‌توان به جادوگران محله ویورلی، شکوه، پایین برای تو و همر اشاره کرد.